# Christian Heldbo Wienberg
Christian Heldbo Wienberg (født 13. december 1991) er en dansk barnestjerne. Han er mest kendt for sin rolle som Nis i Tempelriddernes skat (1-3)
Han medvirker dog også i Sprængfarlig bombe, med bl.a. Frederikke Thomassen.
Christian spiller også Hans i Krummerne - Så er det jul igen.

## Filmografi
| År   | Titel                          | Rolle | Noter |
| ---- | ------------------------------ | ----- | ----- |
| 2006 | Krummerne - Så er det jul igen | Hans  |       |
| 2006 | Prag                           |       |       |
| 2006 | Sprængfarlig bombe             |       |       |
| 2006 | Tempelriddernes skat           | Nis   |       |
| 2007 | Tempelriddernes skat II        | Nis   |       |
| 2008 | Tempelriddernes skat III       | Nis   |       |
| 2009 | Træneren                       |       |       |

## Eksterne links
- Christian Heldbo Wienberg på Internet Movie Database (engelsk)
- Christian Heldbo Wienberg på Filmdatabasen
- Christian Heldbo Wienberg på danskefilm.dk
- Christian Heldbo Wienberg på danskfilmogtv.dk
- Christian Heldbo Wienberg på Scope
- Christian Heldbo Wienberg på Svensk Filmdatabas (svensk)
- Christian Heldbo Wienberg på AlloCiné (fransk)
- Christian Heldbo Wienberg på The Movie Database (engelsk)

|  | Artiklen om skuespilleren Christian Heldbo Wienberg kan blive bedre, hvis der indsættes et (bedre) billede. Du kan hjælpe ved at uploade et godt billede til Wikimedia Commons iht. de tilladte licenser og indsætte det i artiklen. Eller du kan søge efter eksisterende filer på Wikimedia Commons eller på Flickr - fx med værktøjet Free Image Search Tool. |